# عماد شيحة
عماد شيحة أو عماد شيحا (9 مارس 1954 - 29 سبتمبر 2022) هو روائي وكاتب ومعتقل سياسي سابق سوري، ويُعد أقدم سجين سياسي في تاريخ سوريا المعاصر، وآخر من أُفرج عنه من أعضاء المنظمة الشيوعية العربية.

## سيرته
وُلد عماد الدين ماجد شيحة بتاريخ 9 مارس/آذار 1954 في دمشق . كان عضوًا في المنظمة الشيوعية العربية منذ عام 1974، كما كان طالبًا في السنة الأخيرة بقسم الكيمياء بكلية العلوم التابعة لجامعة دمشق، حيث اعتُقل مع بعض رفاقه في 21 يونيو/حزيران 1975،(1) وحكم عليه بالجسن المؤبد، فتنقل بين السجون السوريَّة (3 أشهر في سجن المزَّة خلال فترة التحقيق والمحاكمة، 16 سنة في سجن تدمر، بالإضافة لسجن عدرا وأخيرًا سجن صيدنايا) حتى أُفرج عنه في 3 أغسطس/آب 2004. يُعد «واحد من اثنين أمضيا نحو 30 عامًا في السجون السوريَّة لأسبابٍ سياسيَّة»، حيث كان قد أٌفرج عن فارس مراد في 31 يناير/كانون الثاني 2004. يُذكر أنَّ عماد قد درس عاميَّن في قسم اللغة الإنجليزية بجامعة دمشق أثناء تواجده في سجن عدرا المدني، وتوقف عن الدراسة بعد نقله إلى سجن صيدنايا العسكري.
كان خلال فترة تواجده في سجن عدرا قد كتب عدة روايات، نشر منها ثلاثة بعد الإفراج عنه، كما ترجم بعض الأعمال من الإنجليزية إلى العربيَّة. تزوج في دمشق عام 2007 من المترجمة السوريَّة رندة بعث (وُلدت عام 1958 في إدلب)، وكانا يعيشان في دمشق حتى خريف عام 2021، عندما سافرا إلى فرنسا للعلاج، حيث كان مصابًا بسرطان البنكرياس. توفيَّ في باريس بتاريخ 29 سبتمبر 2022 بعد معاناته مع المرض. نعته العديد من الجهات، منها المرصد السوري لحقوق الإنسان. شيَّع جثمانه في 8 أكتوبر/تشرين الأول 2022، وُدفن في المقبرة الباريسية في تيه [الإنجليزية].

## مؤلفاته
نشر عماد عددًا من الروايات والترجمات، ومنها:

### روايات
- «موت مشتهى»، صدرت عن دار السوسن بدمشق عام 2005. (oclc: 1158861032)
- «غبار الطلع»، صدرت عن المركز الثقافي العربي عام 2006. (oclc: 700056434)
- «بقايا من زمن بابل»، صدرت عن دار السوسن بدمشق عام 2008. (oclc: 1158868016)

### ترجمات
- «أين يكمن الخطأ؟ صدام الإسلام و الحداثة في الشرق الأوسط» مُترجم عن الأصل "What Went Wrong?: The Clash Between Islam and Modernity in the Middle East" لبرنارد لويس. صدر عام 2007. (oclc: 1158651467)
- «اللوبي الإسرائيلي والسياسة الخارجية للولايات المتحدة» مُترجم عن الأصل "The Israel Lobby and U.S. Foreign Policy" لجون ميرشايمر وستيفن والت. صدر عام 2007.
- «تاريخ الشكّ» لجينيفر مايكل هيكت، صدر عام 2014. (ردمك 9789777184311)
- «منطق الكتابة وتنظيم المجتمع» مُترجم عن الأصل "The Logic of Writing and the Organization of Society" لجاك غودي. صدر عام 2017. (ردمك 9789995840648)
- «أنا الشعب، كيف حوّلت الشعبوية مسار الديمقراطية» مُترجم عن الأصل "Me The People: How Populism Transforms Democracy" لناديا أوربيناتي [الإنجليزية]، صدر عام 2019. (ردمك 9786140321342)
- «الاقتصاد كما أشرحه لابنتي» مُترجم عن الأصل "Talking to My Daughter about the Economy" ليانيس فاروفاكيس. صدر عام 2020. (ردمك 9786140302211)
- «الغباء البشري» مُترجم عن الأصل "Human Stupidity" لكارلو سيبولا. صدر عام 2020. (ردمك 9786140322202)
- «العالم للبيع: مافيات تحكم الأرض وتنهب مواردها» مُترجم عن الأصل "The World For Sale: Money, Power, and the Traders Who Barter the Earth's Resources" لخافيير بلاس وجاك فاركي. صدر عام 2021.[9]
- «المراقبة وحفظ الأمن على الصعيد العالمي: الحدود والأمن والهوية» مُترجم عن الأصل "Global Surveillance and Policing: Borders, security, identity" لمارك بي. سالتر. صدر عام 2021. (ردمك 9786144453858)
- «فلسفة الفوضى» لسلافوي جيجيك، صدر عام 2022. (ردمك 9786140302785)

## روابط خارجية
- "دمشق - سبت الدم، لوحة تؤرخ للمنظمة الشيوعيّة العربيّة". حكاية ما انحكت. 31 أغسطس 2021. مؤرشف من الأصل في 2023-11-14. اطلع عليه بتاريخ 2023-11-14.
- زيتونة رزان (2 سبتمبر 2004). "من ذاكرة "صفحات سورية" الحوار الذي أجرته "رزان زيتونة" مع "عماد شيحا"". صفحات سورية. مؤرشف من الأصل في 2023-11-17. اطلع عليه بتاريخ 2023-11-14.